# Свети Димитър (Горно Кърчища)
Вижте пояснителната страница за други значения на Свети Димитър.
„Свети Димитър“ (на албански: Kisha e Shën Dimitrit) е православна църква, разположена в дебърското село Горно Кърчища, Албания. Част е от Тиранската и Драчка епархия. Църквата е гробищен храм, разположен в западния край на селото. Обявена е за паметник на културата на 25 септември 2007 година.